# سوندستراپ
سوندستراپ (به لاتین: Svenstrup) یک شهرک در دانمارک است که در Aalborg Municipality واقع شده‌است. سوندستراپ ۵٫۰۳ کیلومتر مربع مساحت و ۷٬۳۵۴ نفر جمعیت دارد و ۲۳ متر بالاتر از سطح دریا واقع شده‌است.